# Karo Hills
Die Karo Hills sind ein Vorgebirge abgerundeter und eisfreier Hügel des Königin-Maud-Gebirges im westantarktischen Marie-Byrd-Land. An der Amundsen-Küste erstrecken sie sich über eine Länge von 19 km entlang der Westflanke der Mündung des Scott-Gletschers vom Mount Salisbury in nordnordwestlicher Richtung bis zum Rand des Ross-Schelfeises.
Erstmals gesichtet und grob kartiert wurden sie bei der US-amerikanischen Byrd Antarctic Expedition (1928–1930). Das Advisory Committee on Antarctic Names benannte sie 1967 nach Admiral Henry Arnold Karo (1903–1986), Leiter des U.S. Coast and Geodetic Survey von 1955 bis 1965.